# 대한항공 184편 활주로 이탈 사고
대한항공 184편 활주로 이탈 사고는 1996년 7월 17일 김포국제공항에 착륙하던 중 활주로를 벗어나 이탈한 사고이다.

## 사고 개요
1996년 7월 17일 10:55분 속초공항을 출발한 승객과 승무원 52명을 태운 대한항공 여객기 KE184편(기종 : 포커 100)이 김포국제공항 착륙중 빗물에 미끌어지면서 활주로를 벗어난 사고로 활주로 옆 잔디밭으로 30여미터쯤 벗어나 멈춘 사고이다.

## 사고 원인
비 때문에 활주로에 수막이 생겨 비행기 바퀴가 미끄러져 발생하였다.